# Buresø
Buresø är en sjö på ön Sjælland i Danmark. Den ligger i Region Hovedstaden, i den östra delen av landet. Buresø ligger 27 meter över havet. Arean är 0,47 kvadratkilometer och sjön sträcker sig 1,0 kilometer i nord-sydlig riktning, och 1,6 kilometer i öst-västlig riktning.
Buresø ingår i Natura 2000 området Øvre Mølleådal, Furesø og Frederiksdal Skov. Omgivningarna består till största delen av jordbruksmark samt av några skogar. och den högsta punkten i närheten är 55 meter över havet, 1,0 km sydväst om Buresø. I närheten av sjön finns skogen
Slagslunde Skov.